# Алтай (Татарстан)
Алта́й — деревня в Лениногорском районе  Республики Татарстан Российской Федерации. Входит в состав Керлигачского сельского поселения.

## География
Деревня расположена в бассейне реки Вятка (правый приток реки Шешма), 65 километрах к северо-западу от города Лениногорск.

## История
Деревня основана в 1924 - 1925 годах выходцами из села Керлигач. Входила в состав Чершелинской волости Бугульминского кантона ТАССР. С 10 августа 1930 года в Шугуровском, с 12 октября 1959 года в Лениногорском районах.

## Население
| 1926 | 1938 | 1948 | 1958 | 1970 | 1979 | 1989 | 2000 |
| ---- | ---- | ---- | ---- | ---- | ---- | ---- | ---- |
| 210  | 207  | 241  | 181  | 138  | 75   | 22   | 11   |